# الدوري الإيطالي 1970–71
الدوري الإيطالي الدرجة الأولى 1970–71 (بالإيطالية: Serie A 1970-1971)‏ هو موسم من الدوري الإيطالي الدرجة الأولى. أقيم خلال الفترة 27 سبتمبر 1970 وحتى 23 مايو 1971، وفاز فيه نادي إنتر ميلانو.